# 費標
費標（1532年—？），字孟立，號凖寰，北直隸順天府大興縣民籍，浙江寧波府慈谿縣人，明朝政治人物。

## 生平
嘉靖四十年（1561年）辛酉科順天鄉試第一百名舉人，隆慶五年（1571年）中式辛未科會試第一百八十九名，三甲第六十四名進士。都察院觀政，授曹县知县，萬曆三年（1575年）官至太原府同知。致仕，卒。

## 家族
曾祖費燦，通判 贈大理寺左寺丞；祖父費鎧，大理寺左寺丞；父費沐，通判。前母劉氏（贈安人）；母王氏（封安人）。永感下。弟費桐（府知事）、費桂（知縣）。